# 马累英语学校
|          |               |
| 类型     | 中学          |
| 所在地   | 马尔代夫      |
| 成立时间 | 1977年4月10日 |
| 代表颜色 | 红色、蓝色    |
| 格言     | 唤醒和清醒    |

马累英语学校（马尔代夫语：މާލޭ އިންގްލިޝް ސުކޫލް；英语：Malé English School，简称MES）是一所位於马尔代夫首都马累的私立中學，成立於1977年4月。